# Unió de Centre
Unió de Centre (grec) Ένωση Κέντρου, Enosi Kentrou, EK) fou un partit polític grec, fundat el 1961 per Georgios Papandreu. A les eleccions legislatives gregues de 1963 va guanyar i Papandreu fou nomenat primer ministre de Grècia.
Després de l'anomenada Apostasia de 1965, cop d'estat reial planejat per Constantí II de Grècia i executat per Konstantinos Mitsotakis, Papandreu fou obligat a dimitir i es formà un nou govern amb antics membres de l'EK amb Giorgios Athanasiadis-Novas com a primer ministre. Athanasiadis intentat obtenir un vot de confiança al Parlament Hel·lènic, però l'EK es dividí en dos, i una crisi política que va conduir a continuació a l'establiment de la junta militar grega de 1967-1974.
La Unió del Centre va ser l'últim partit venizelista que va detenir el poder a Grècia. El partit nominalment va continuar existint fins a 1977 (després de la Junta va canviar el nom a Unió de Centre - Noves Forces), quan es va crear el seu successor, la Unió de Centre Democràtic (EDIK). Konstantinos Mitsotakis, que havia abandonat l'EK en 1965, va crear el rival Partit Venizelista, conegut com el Partit dels Nous Liberals, que es va fusionar amb Nova Democràcia el 1978.

## Partits membres
| Partit | Partit                                    | Ideologia              | Líder                       |
| ------ | ----------------------------------------- | ---------------------- | --------------------------- |
|        | Partit Liberal                            | Liberalisme            | Sofoklís Venizelos          |
|        | Partit Liberal Demòcrata                  | Liberalisme            | Geórgios Papandreu          |
|        | Unió de Centre Nacional Progressista      | Socioliberalisme       | Savas Papapolitis           |
|        | Nou Moviment Polític                      | Liberalisme            | Georgios Athanasiadis-Novas |
|        | Partit Democràtic del Poble Treballador   | Socialdemocràcia       | Stylianos Allamanis         |
|        | Unió Democràtica                          | Socialisme democràtic  | Ilias Tsirimokos            |
|        | Partit dels Camperols i dels Treballadors | Liberalisme, agrarisme | Alexandros Baltatzis        |
|        | Partit Social Popular                     | Conservadorisme        | Stéfanos Stefanópulos       |
|        | Partit Laborista Progressista             | Liberalisme            | Pafsanias Katsotas          |

## Resultats electorals

### Eleccions legislatives
| Any  | Líder               | Vots           | %              | Escons    | +/– | Pos. | Govern   |
| ---- | ------------------- | -------------- | -------------- | --------- | --- | ---- | -------- |
| 1961 | Georgios Papandreou | Coalició EK-KP | Coalició EK-KP | 100 / 300 | 54  | 2n   | Oposició |
| 1963 | Georgios Papandreou | 1,962,074      | 42.04          | 138 / 300 | 38  | 1r   | Minoria  |
| 1964 | Georgios Papandreou | 2,424,477      | 52.7           | 171 / 300 | 33  | = 1r | Majoria  |